# ノイズフィルター

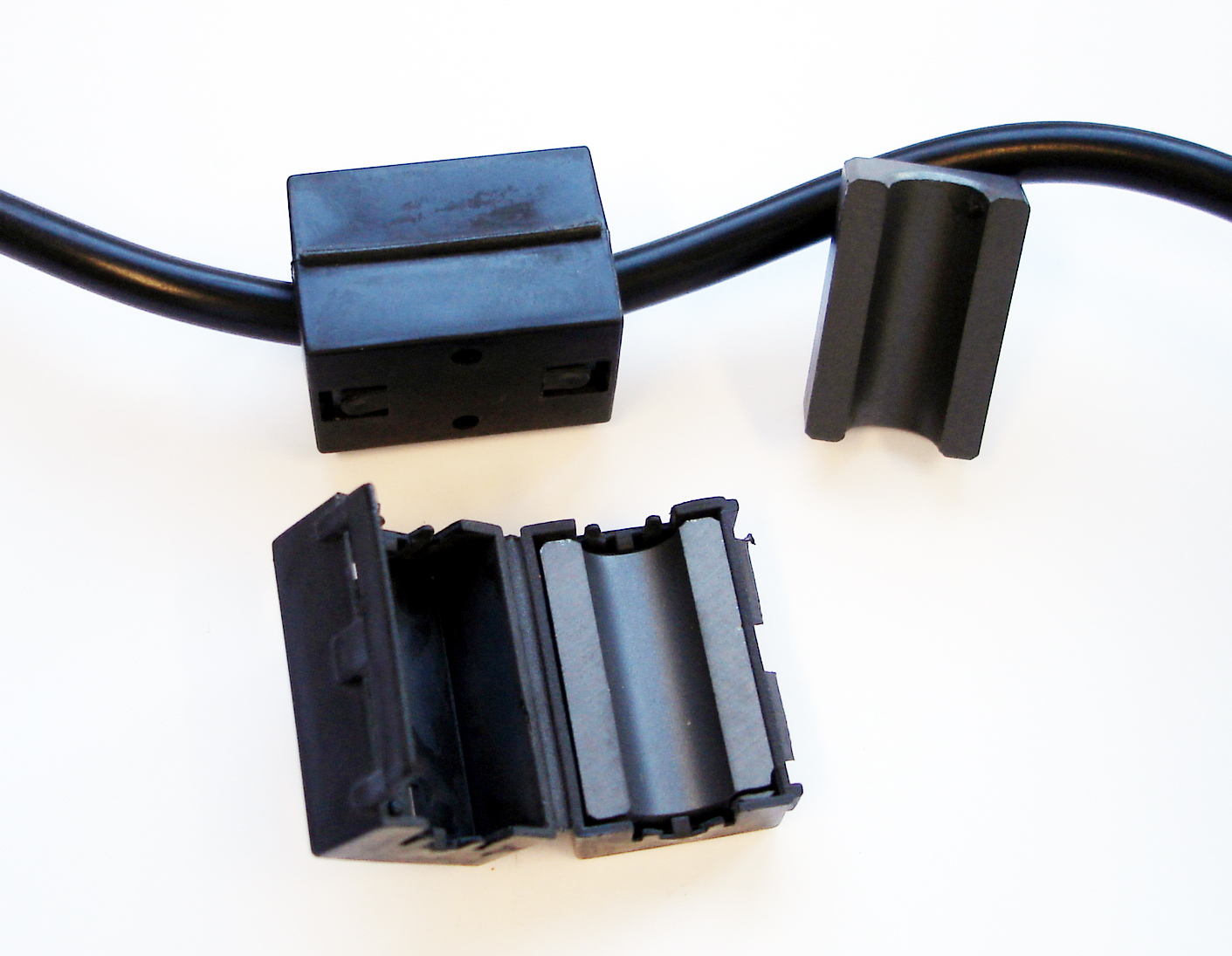
高周波ノイズ低減用のフェライトクランプ

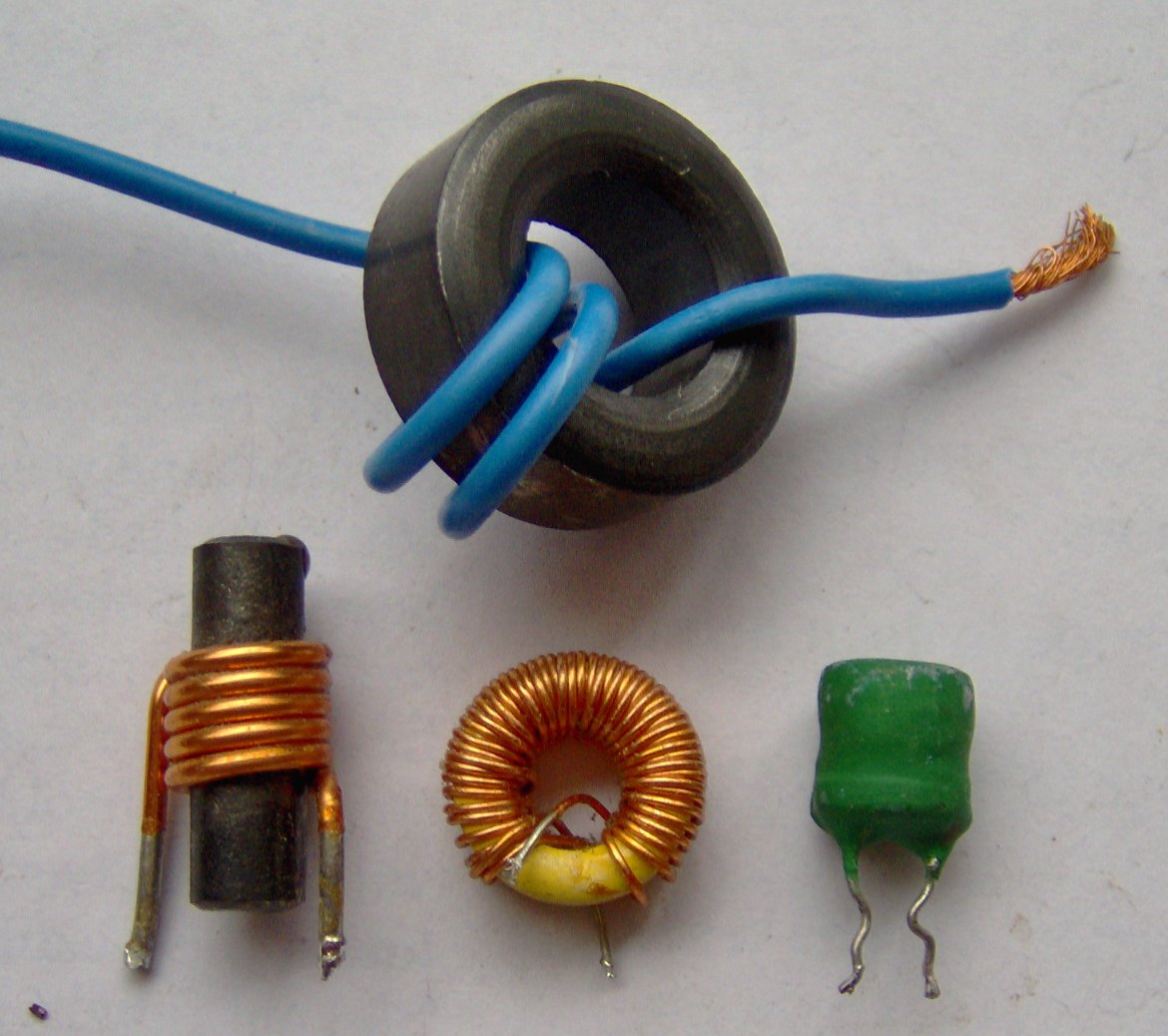
フェライトコア

ノイズフィルターとは、ノイズを取り除くための電気回路・電子回路や装置などのこと。

## 概説

### ノイズフィルターが使われる場面
工場などの自動制御機器においては、電源ラインから侵入するノイズによる誤動作事故を防止するために設置される。また、その機器自体の内部で発生するノイズが電源ラインに漏洩することを防ぎ、他の機器に対して悪影響を及ぼすことを防止する目的もある。
デジタル電圧計は高感度、高精度であるが、その中でも交流100Vの補助電源回路を用いているようなタイプは、他の回路と関係を持っており、商用電源周波数（50Hzや60Hzなど）あるいはその高調波成分（50Hz,60Hzの3倍、5倍等の周波数）等、様々なノイズの影響を受けることになるので、ノイズ対策が必要となり、結線の工夫、ガード端子の使用などと併せて、ノイズフィルタが用いられることがある。
音響機器を用いている場合に、家庭用電源から無線機やパルス信号などに由来するノイズが入り、スピーカーから雑音が出る場合に用いられることもある。

### ノイズフィルタに使われるもの
ノイズフィルタに使われる電子部品、材料としては、コイル、コンデンサ、フェライトなどが挙げられる。
電源線や電話線の高周波ノイズを除去するためにはフェライトコアが用いられることが多い。フェライトコアは、コイルが挿入されたのに近い働きをし、高い周波数成分を抑制する、という性質を利用したものである。フェライトコアの内径が大きい場合は、フェライトコアに電話線を数回巻きつけると、フェライトコアの個数を増やしたのと同等の効果がある。
例えば電源装置の場合、整流出力に含まれる交流成分を除去する時や、商用電源にのる雑音電圧を除去する時に、チョークコイルが用いられることがある。チョークコイルが持つ、同じインダクタンスなら、低周波よりも高周波に対し、周波数に比例した大きさで抵抗を示す、という性質を利用したものである。
例えばブラシモーター（ブラシを用いる電動機）などでは、ブラシがコミュテーターに接続して、プラスとマイナスが交互に切り替わっているが、スパークが発生し、これがノイズとなり電波に干渉する場合もある。このようなノイズを取り除くためにノイズフィルタ（ノイズキラー）としてコンデンサ（キャパシタ）がモーターの両極に取り付けられる。

## 関連文献
- 島山 鶴雄『ノイズ・フィルター―動作原理、正しい設計測定技術』無線技術普及会 ( ISBN 4795256071 )
- 木原邦夫「半導体検出器回路におけるノイズフィルター」2003年2月10日